# فهرست وابسته‌های دیپلماتیک شیلی

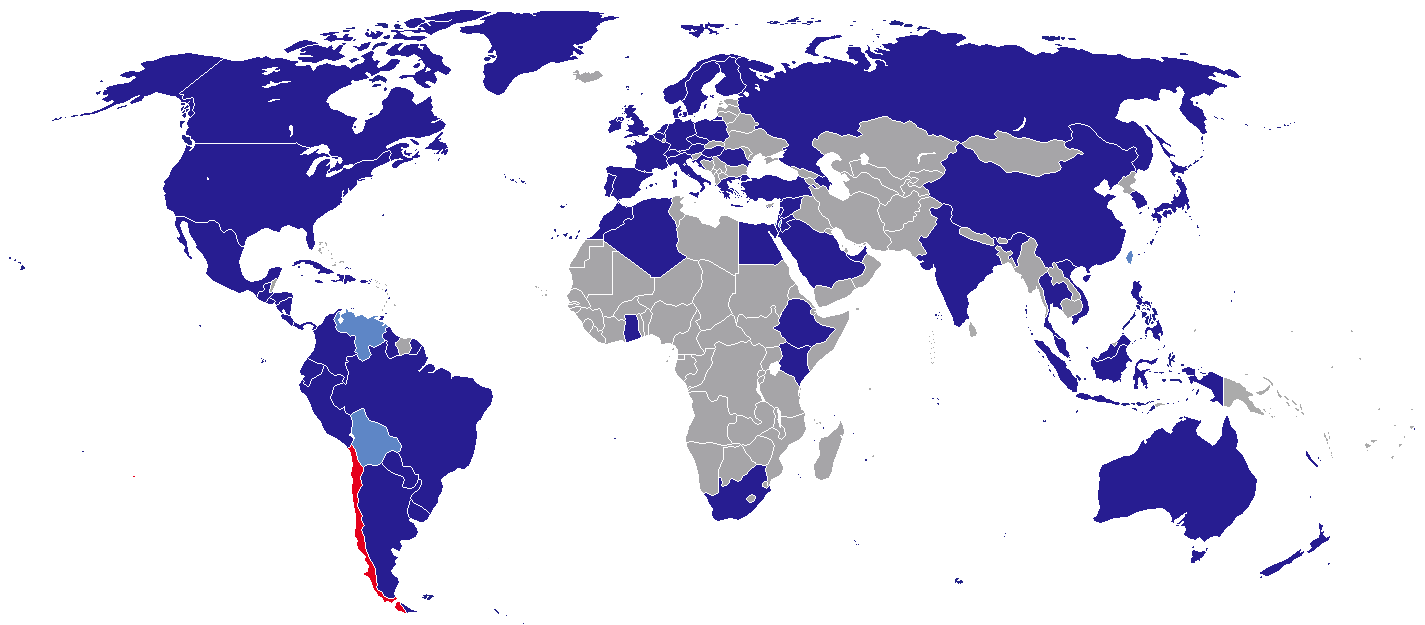
نقشه کشورهای دربردارنده سفارتخانه شیلی

فهرست سفارت‌های شیلی، فهرستی از مراکز سفارتخانه و کنسولگری کشور شیلی در سراسر جهان است.
در نتیجه جنگ پاسیفیک بین پرو و بولیوی (۱۸۷۹ تا ۱۸۸۳)، شیلی از موقعیت استفاده کرد و حاکمیت خود را در بخش شمالی تا حدود یک سوم میزان قبلی گسترش داد که ضمن آن دسترسی بولیوی به اقیانوس آرام از بین رفت، و شیلی به ذخایر ارزشمند نیترات دست یافت.
از همان موقع تا کنون روابط شیلی و بولیوی مکدر است و فقط به چند دفتر کنسولگری، جهت بهبود روابط بسنده کرده‌اند.

## آسیا

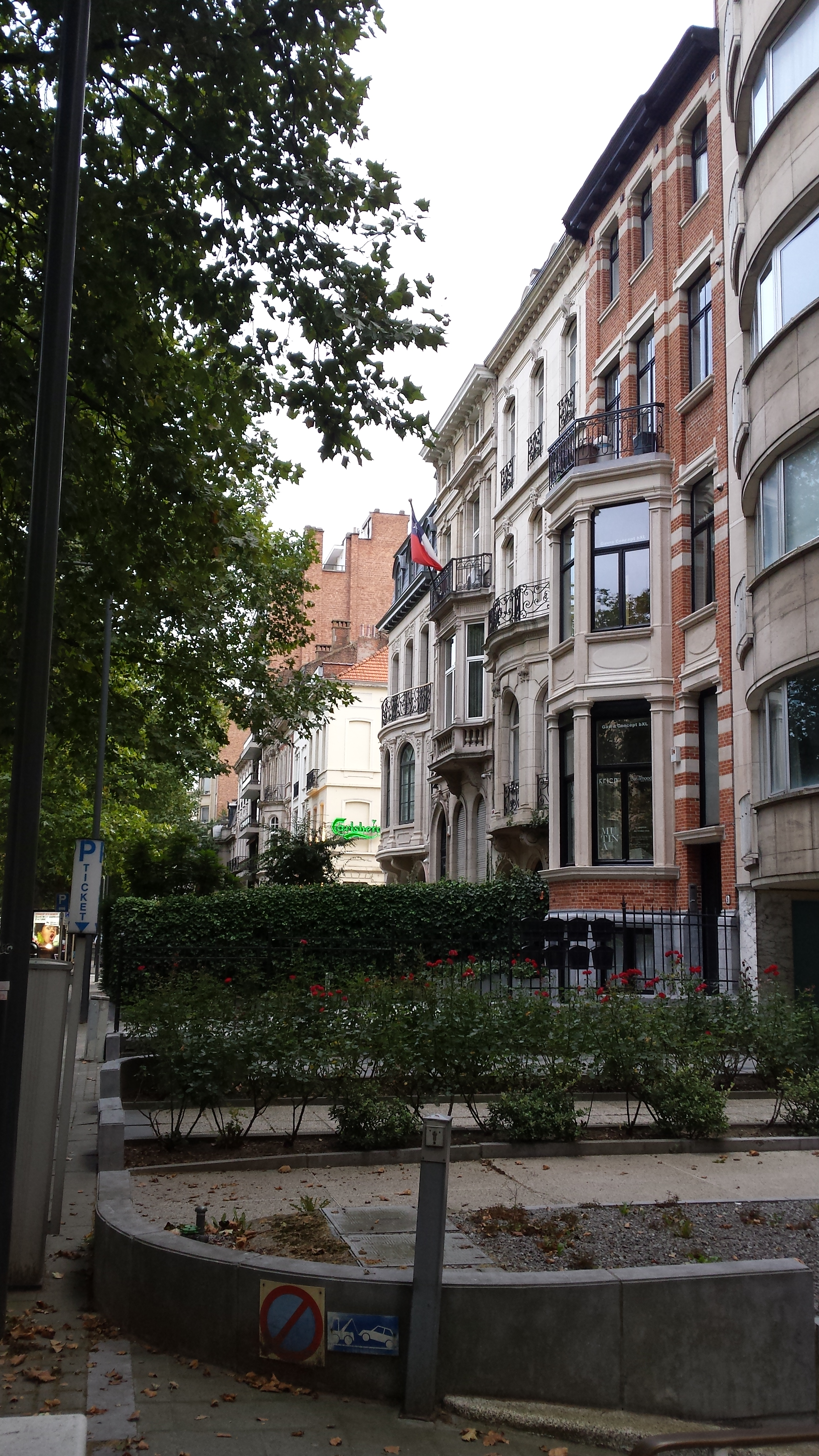
سفارتخانه شیلی در بروکسل

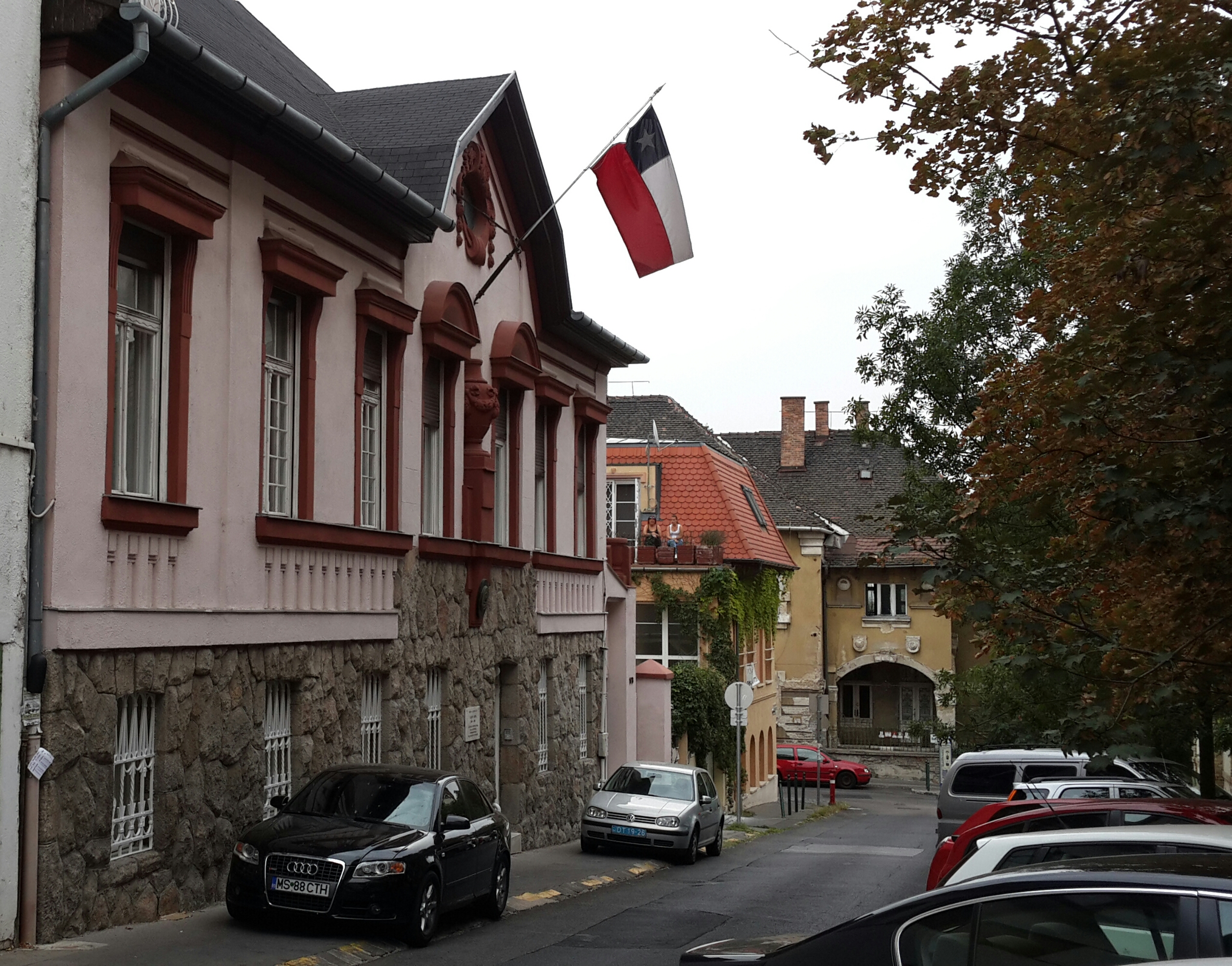
سفارتخانه شیلی در بوداپست

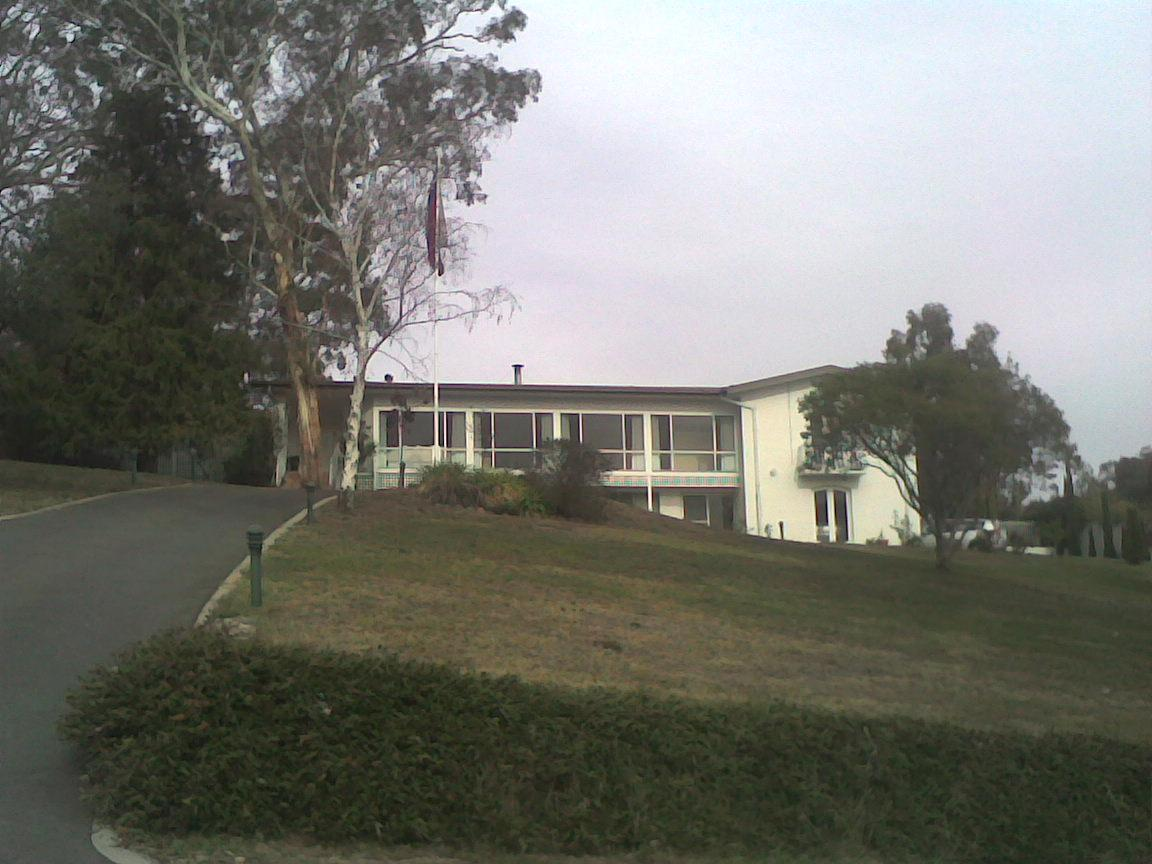
سفارتخانه شیلی در کانبرا

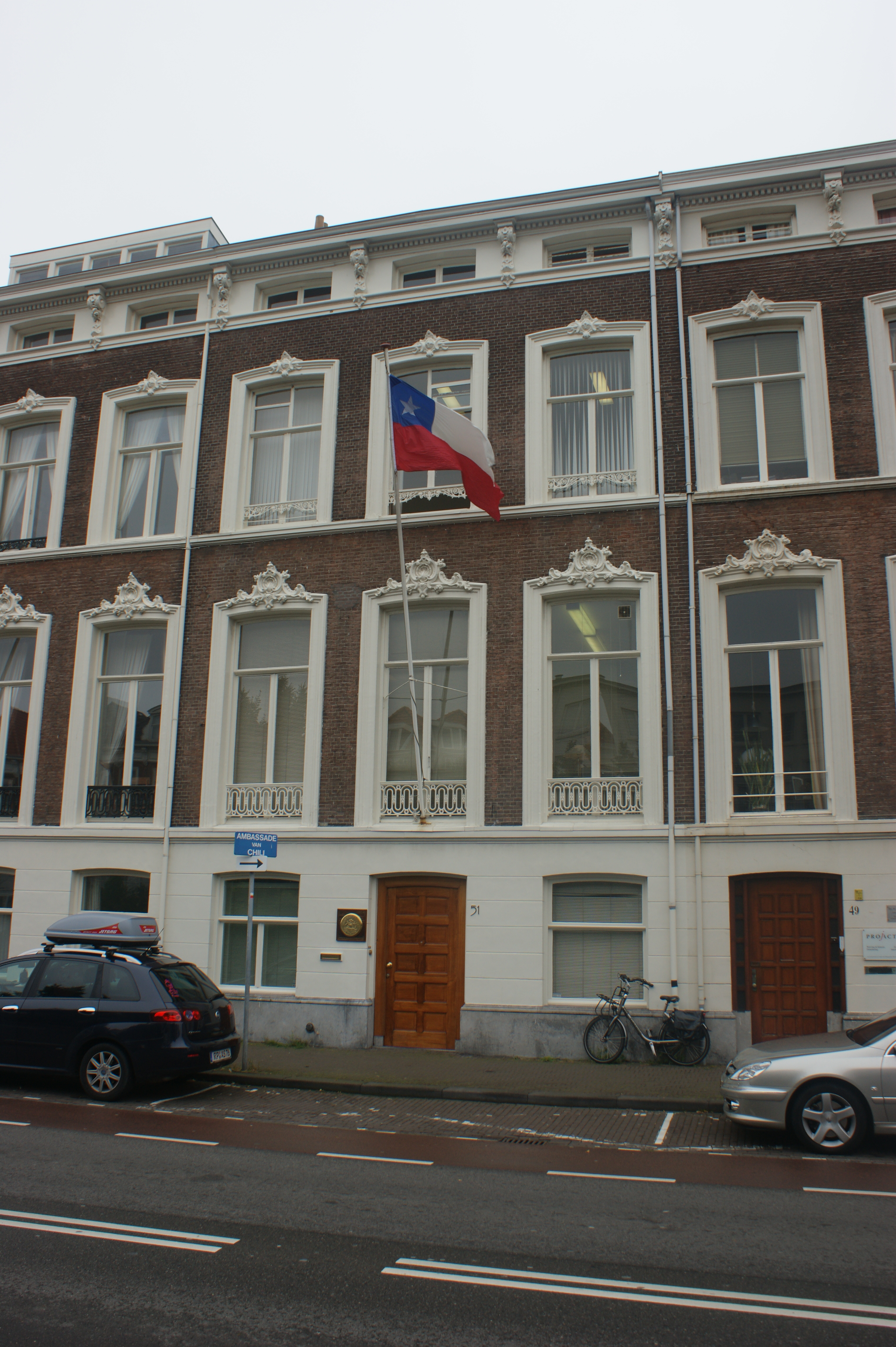
سفارتخانه شیلی در لاهه

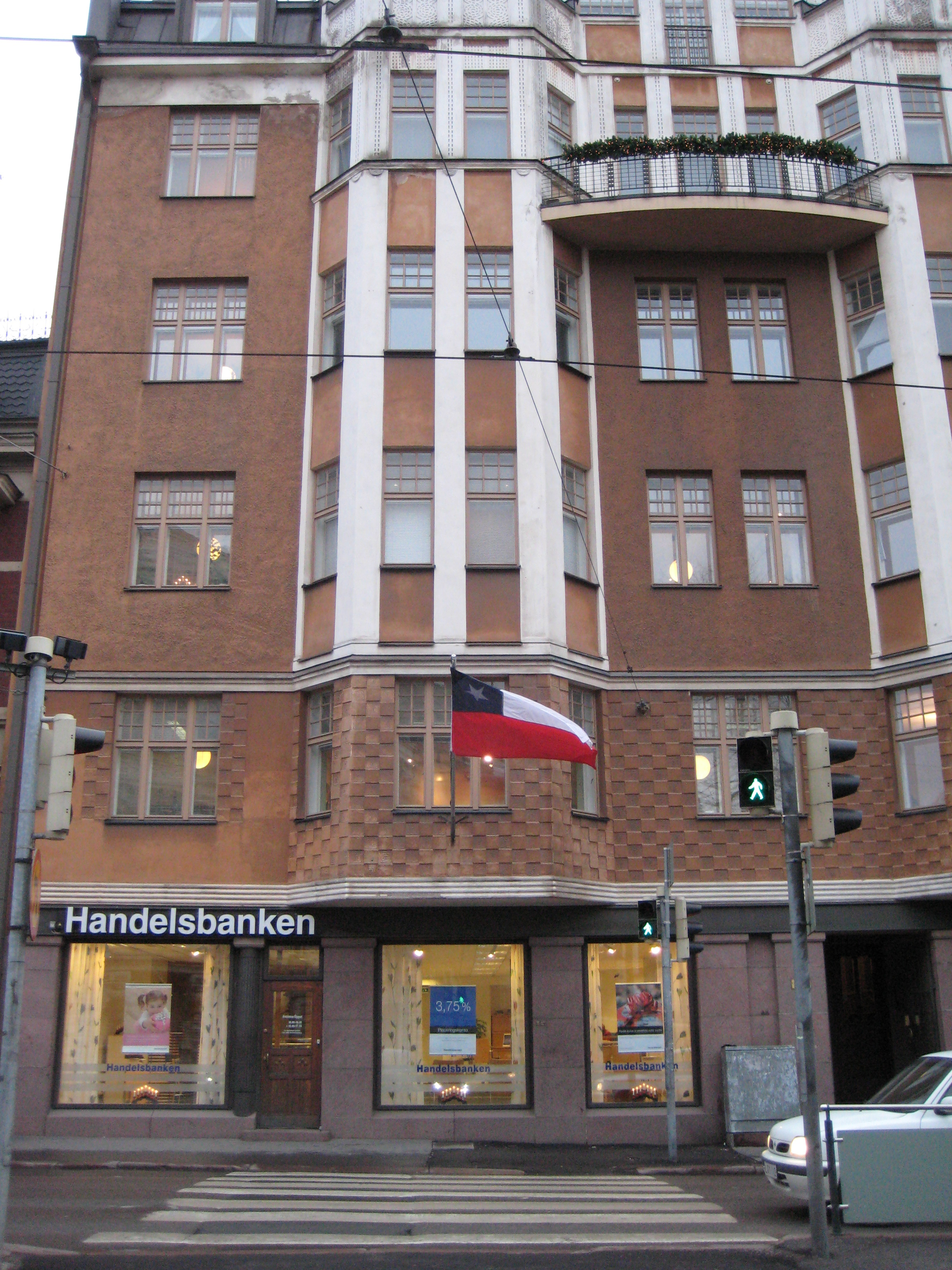
سفارتخانه شیلی در هلسینکی

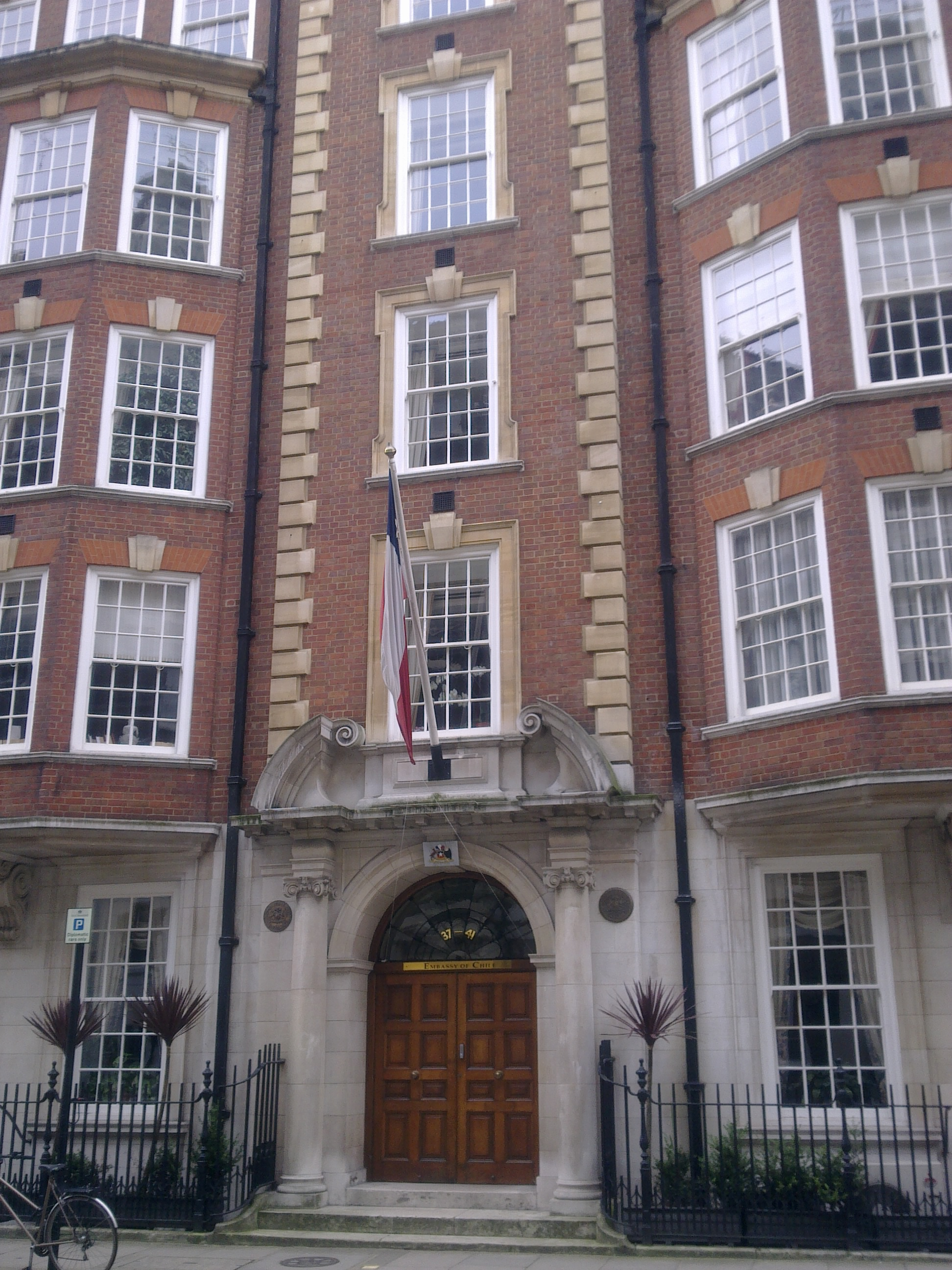
سفارتخانه شیلی در لندن

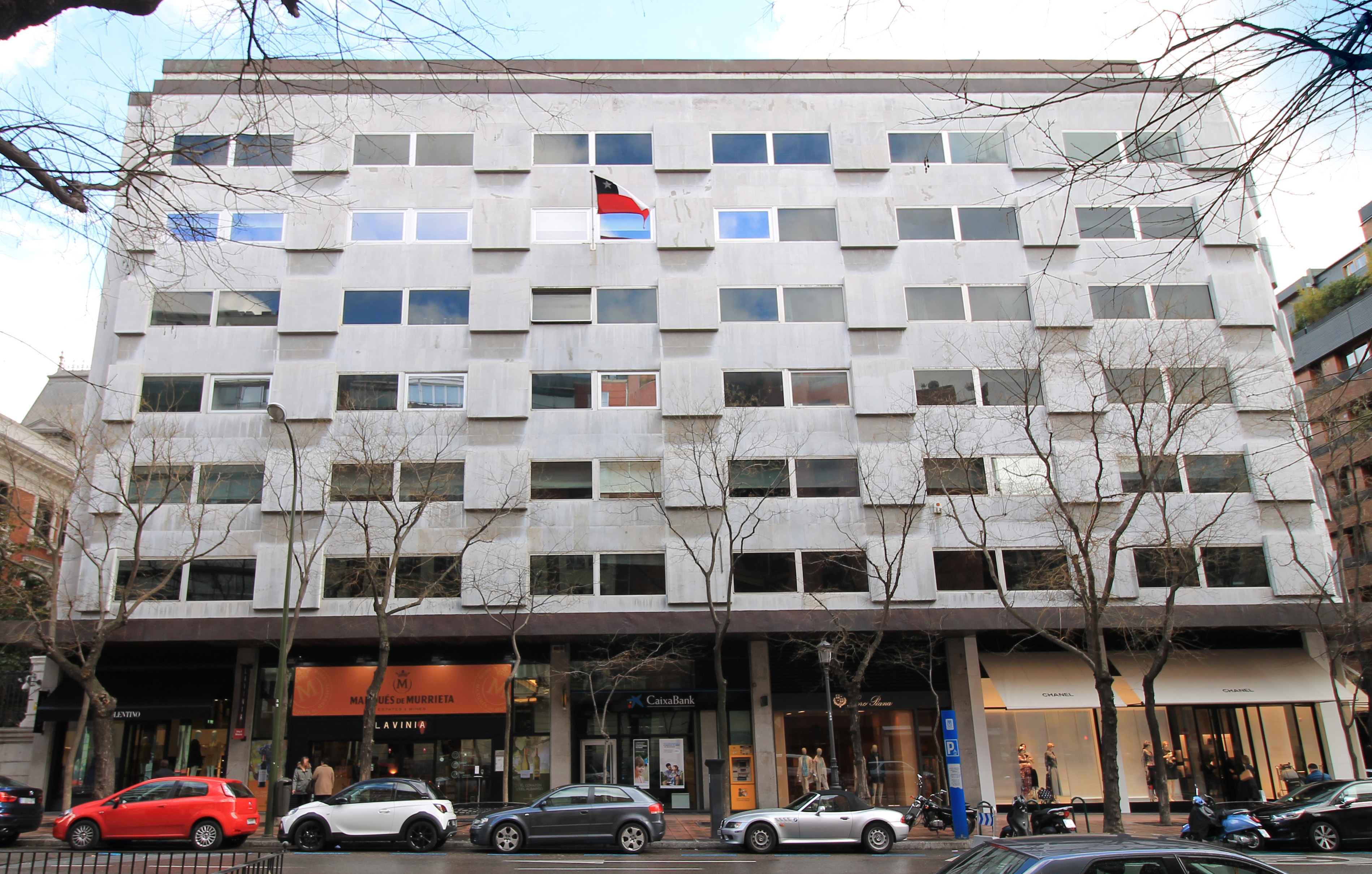
سفارتخانه شیلی در مادرید

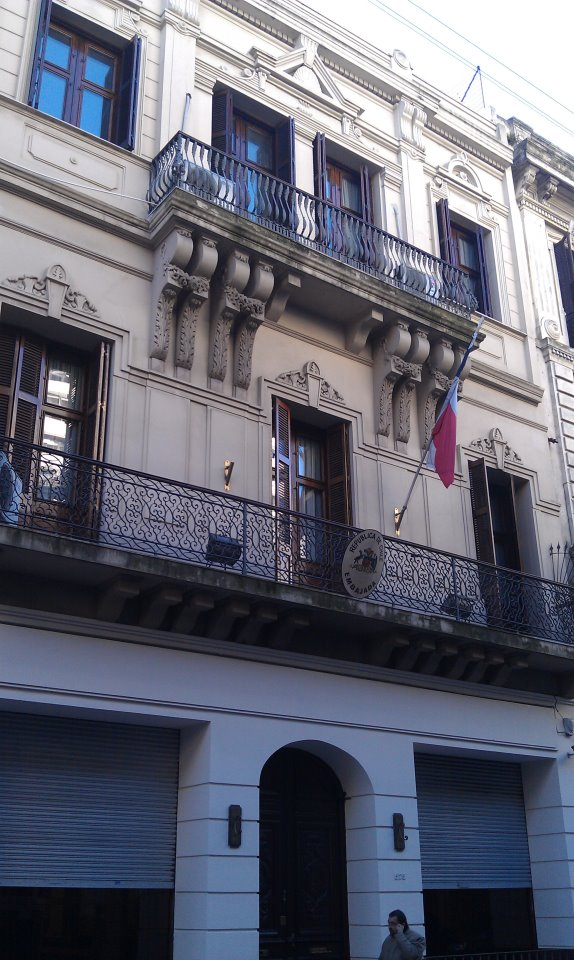
سفارتخانه شیلی در مونته ویدئو

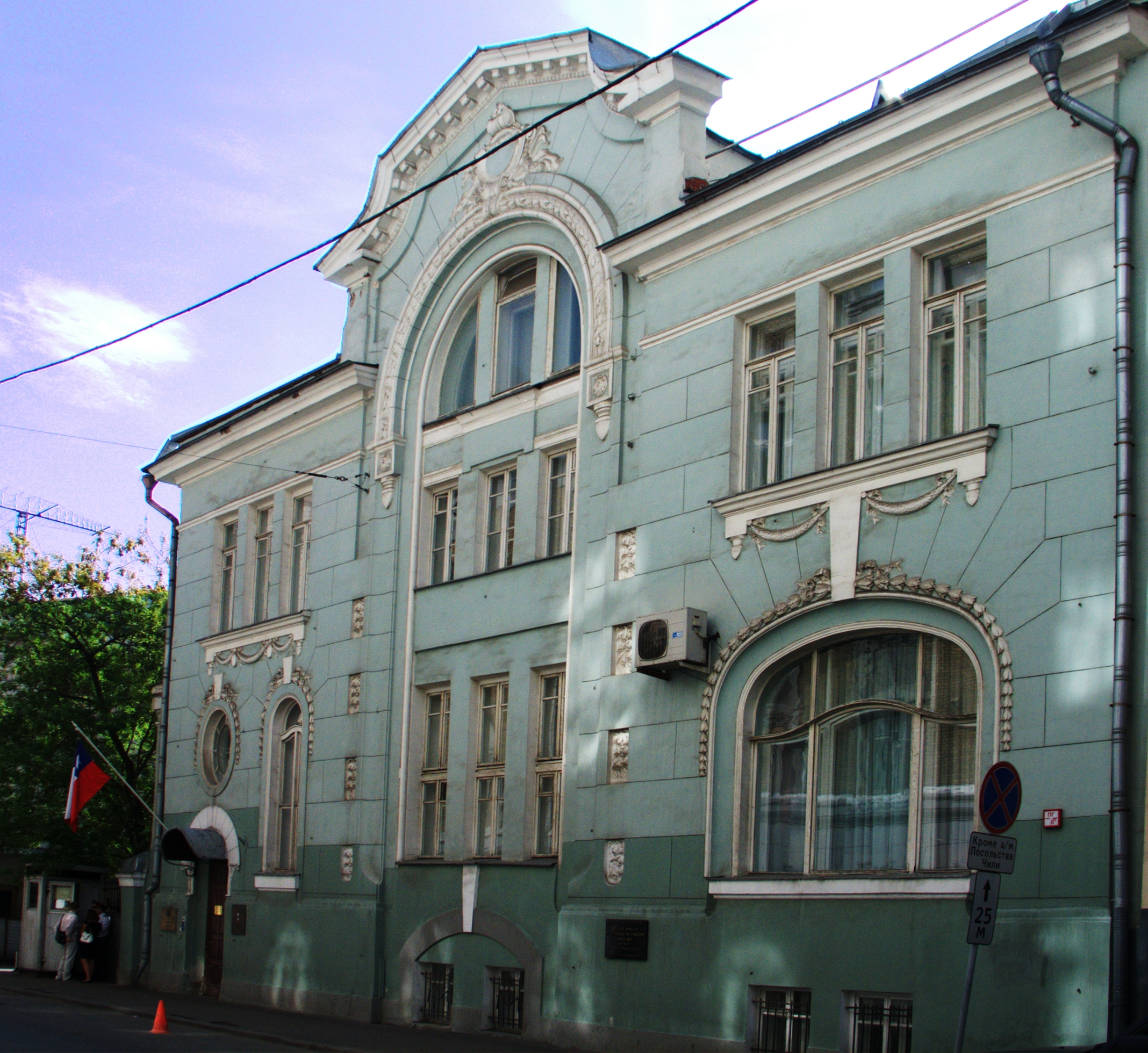
سفارتخانه شیلی در مسکو

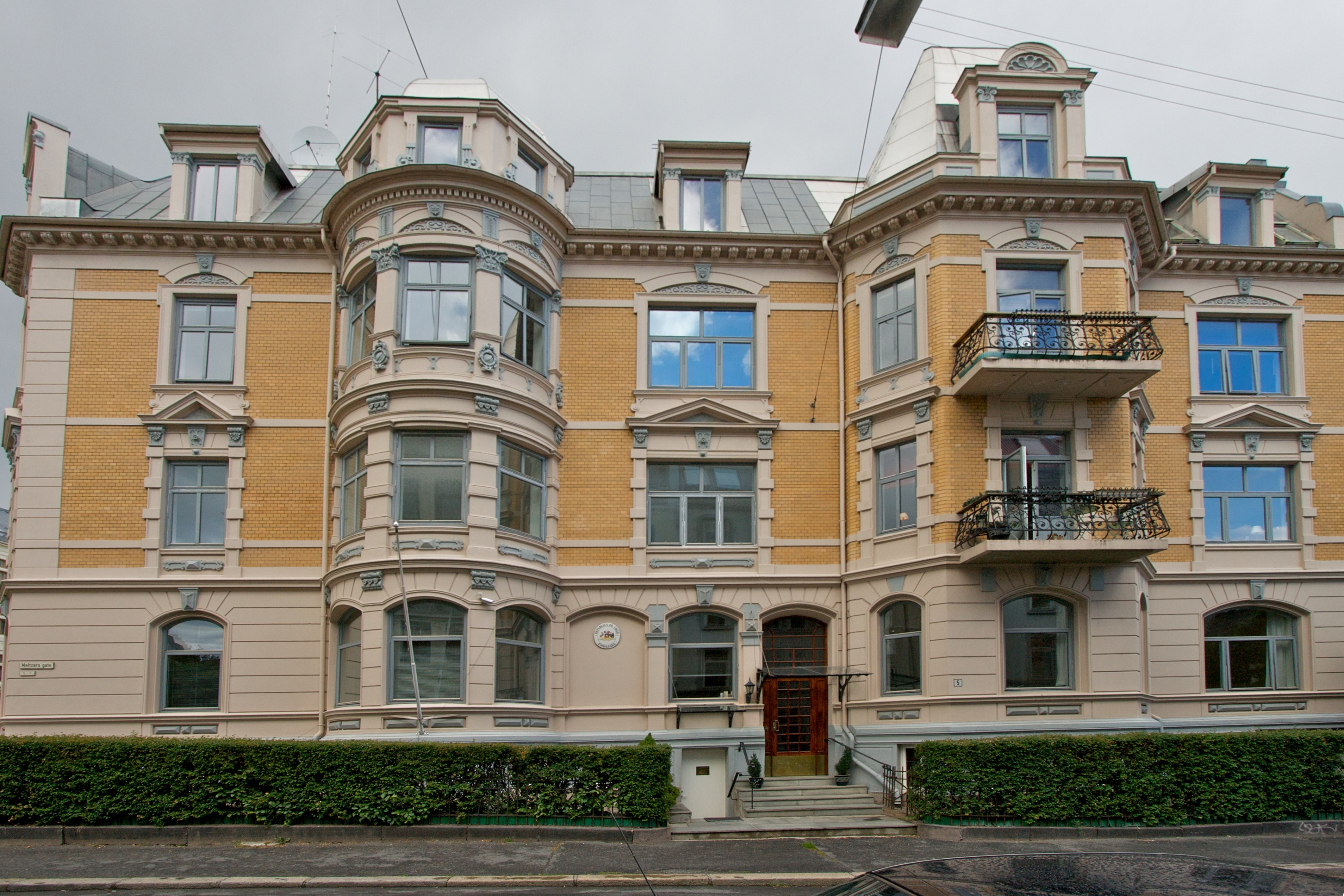
سفارتخانه شیلی در اسلو

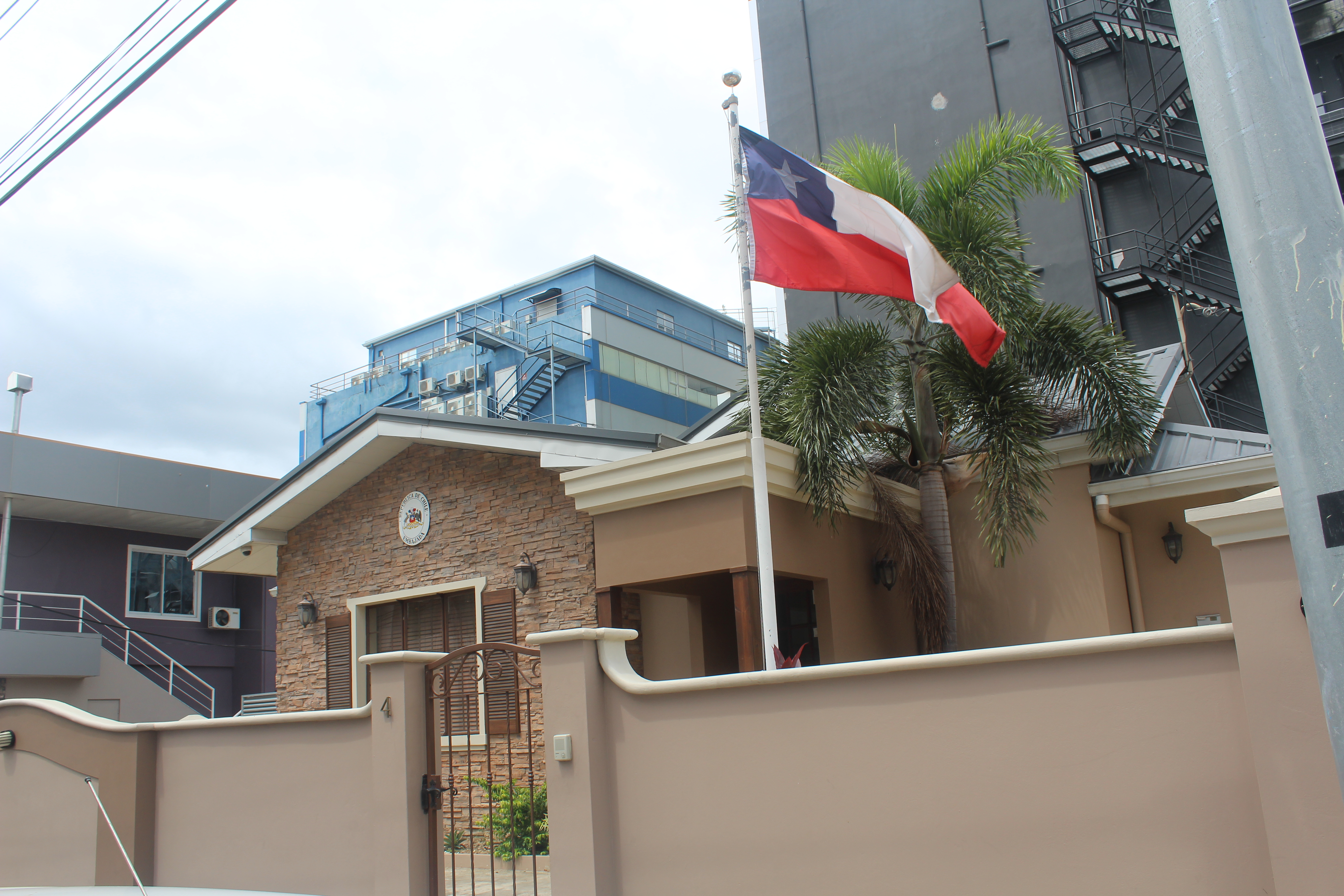
سفارتخانه شیلی در پرت آو اسپاین

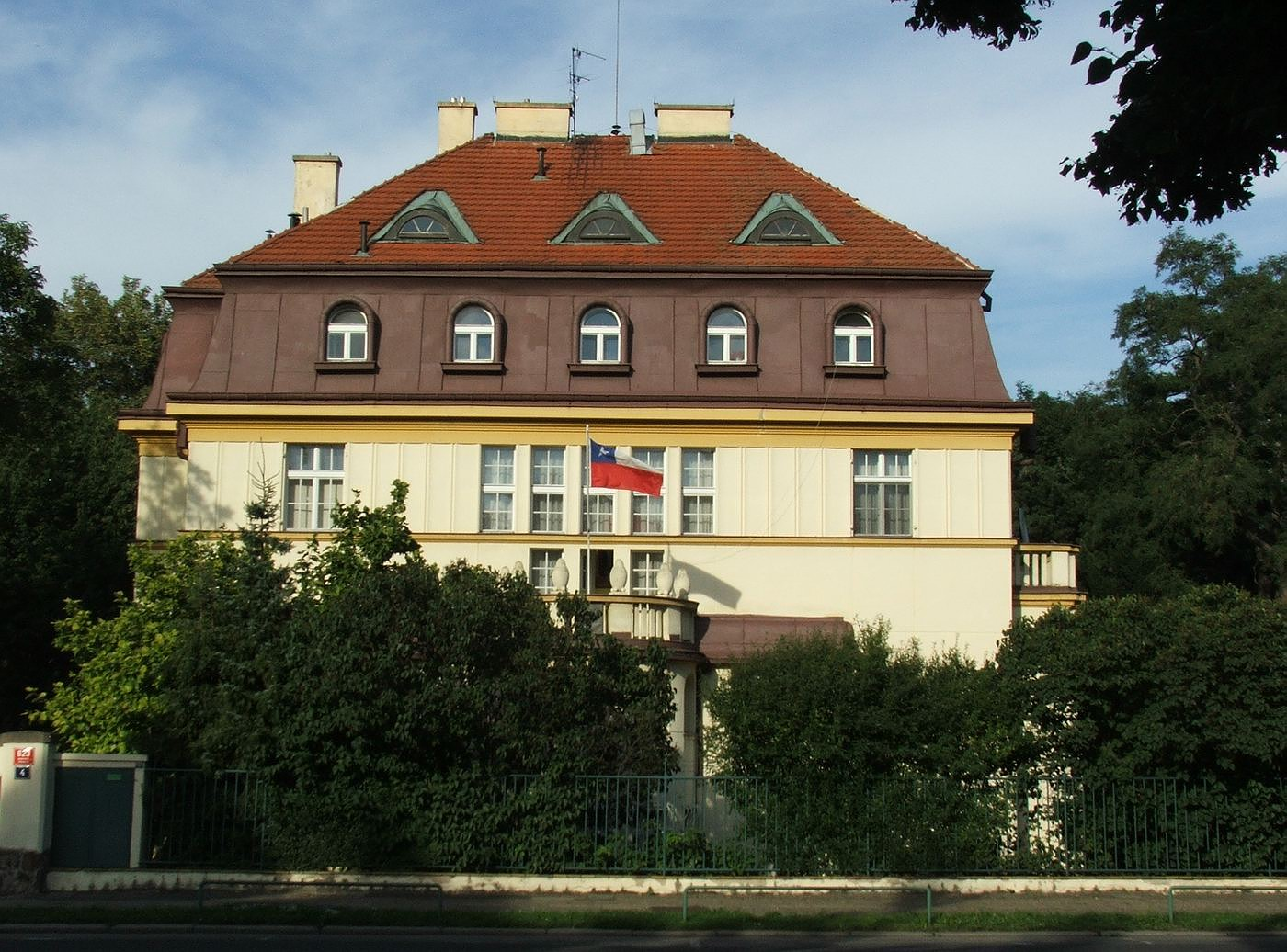
سفارتخانه شیلی در پراگ

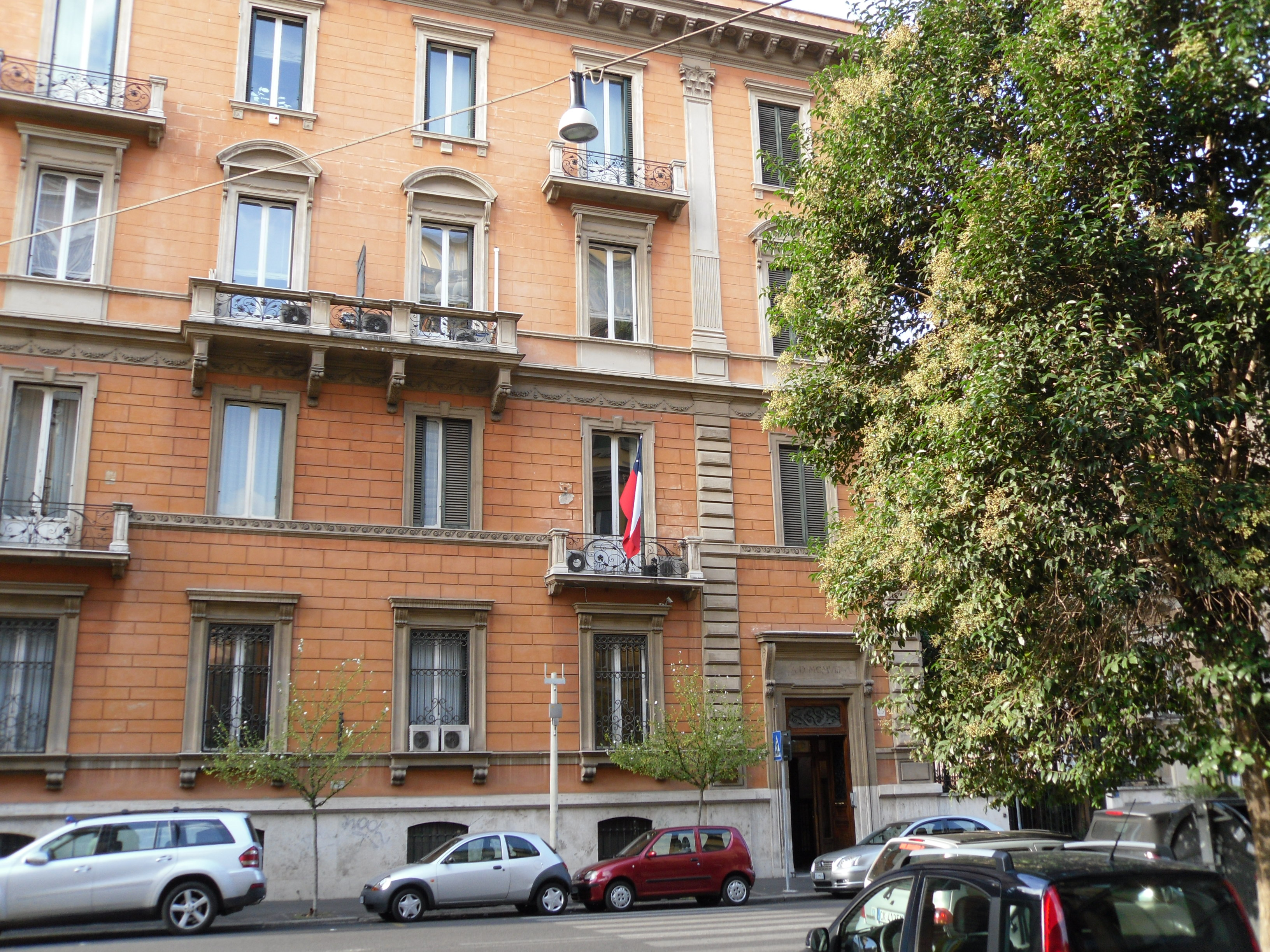
سفارتخانه شیلی در رم

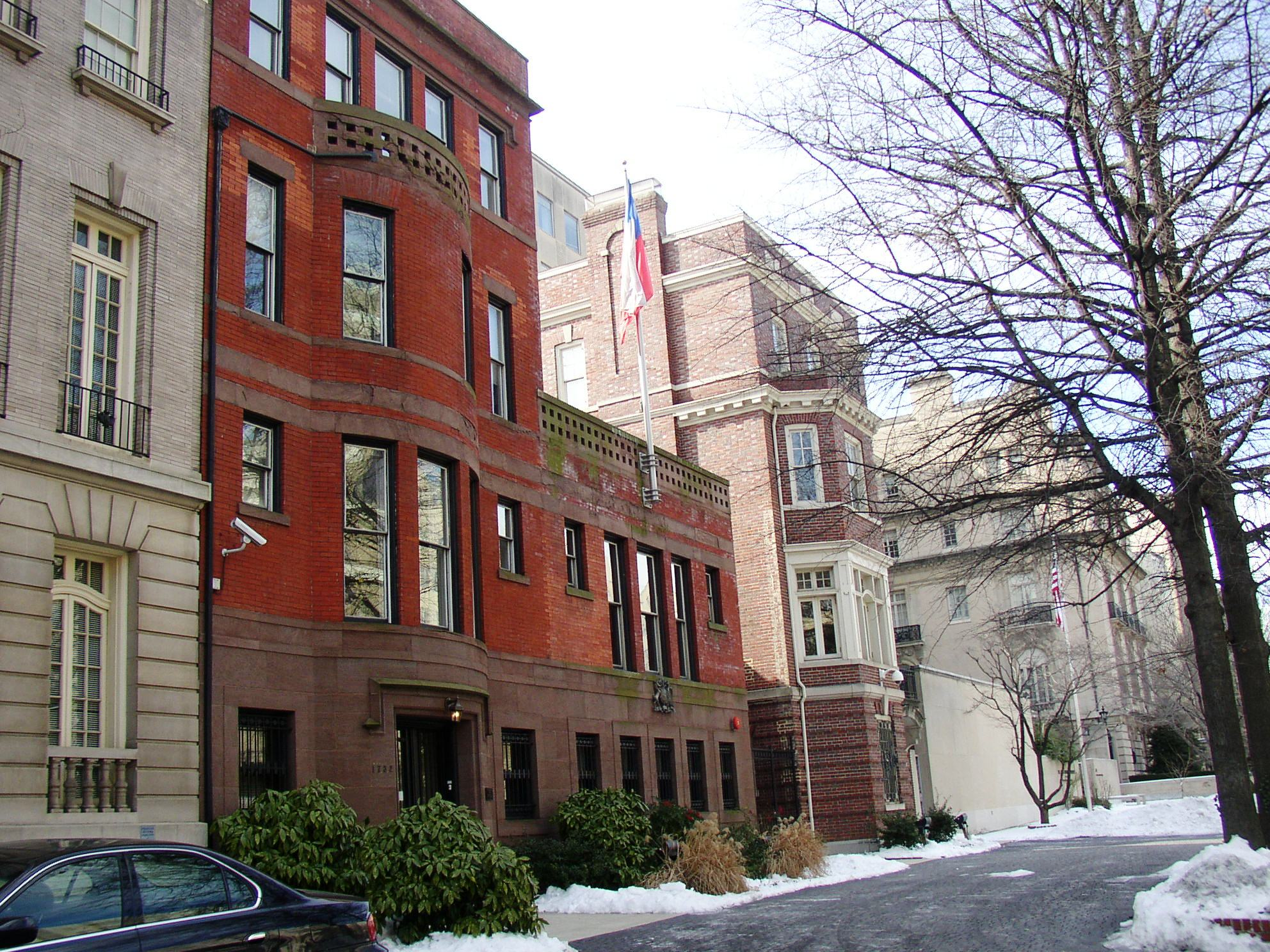
سفارتخانه شیلی در واشنگتن دی سی

- چین
  - پکن (سفارت)
  - گوانگژو (سرکنسولگری)
  - هنگ کنگ (سرکنسولگری)
  - شانگهای (سرکنسولگری)
- هند
  - دهلی نو (سفارت)
- اندونزی
  - جاکارتا (سفارت)
- ایران
  - تهران (سفارت)
- اسرائیل
  - تل آویو (سفارت)
- ژاپن
  - توکیو (سفارت)
- اردن
  - امان (سفارت)
- کره جنوبی
  - سئول (سفارت)
- لبنان
  - بیروت (سفارت)
- مالزی
  - کوالالامپور (سفارت)
- فلسطین
  - رام‌الله (دفتر نمایندگی)
- فیلیپین
  - مانیل (سفارت)
- سنگاپور
  - سنگاپور (سفارت)
- سوریه
  - دمشق (سفارت)
- تایوان (تایوان)
  - تایپه (دفتر تجارت)
- تایلند
  - بانکوک (سفارت)
- ترکیه
  - آنکارا (سفارت)
- امارات متحده عربی
  - ابوظبی (سفارت)
- ویتنام
  - هانوی (سفارت)

## آفریقا
- الجزایر
  - الجزایر (سفارت)
- مصر
  - قاهره (سفارت)
- غنا
  - آکرا (سفارت)
- کنیا
  - نایروبی (سفارت)
- مراکش
  - زباط (سفارت)
- آفریقای جنوبی
  - پرتوریا (سفارت)

## آمریکا
- آرژانتین
  - بوئنوس آیرس (سفارت)
  - باریلوچه (سرکنسولگری)
  - کوردوبا (سرکنسولگری)
  - مندوزا (سرکنسولگری)
  - نئوکن (سرکنسولگری)
  - ریوگالگوس (سرکنسولگری)
  - روساریو (سرکنسولگری)
  - سالتا (سرکنسولگری)
  - باییا بلانکا (کنسولگری)
  - کومودورو ریواداویا (کنسولگری)
  - مار دل پلاتا (کنسولگری)
  - ریو گرانده، تیرا دل فوئگو (کنسولگری)
  - اوسوایا (کنسولگری)
- بولیوی
  - لاپاز (سرکنسولگری)
  - سانتا کروس د لا سیرا (سرکنسولگری)
- برزیل
  - برازیلیا (سفارت)
  - پورتو آلگری (سرکنسولگری)
  - ریو دو ژانیرو (سرکنسولگری)
  - سائوپائولو (سرکنسولگری)
- کانادا
  - اتاوا (سفارت)
  - مونترال (سرکنسولگری)
  - تورنتو (سرکنسولگری)
  - ونکوور (سرکنسولگری)
- کلمبیا
  - بوگوتا (سفارت)
- کاستاریکا
  - سان خوزه (سفارت)
- کوبا
  - هاوانا (سفارت)
- جمهوری دومینیکن
  - سانتو دومینگو (سفارت)
- اکوادور
  - کیتو (سفارت)
  - گوایاکیول (سرکنسولگری)
- السالوادور
  - سان سالوادور (سفارت)
- گواتمالا
  - گواتمالاسیتی (سفارت)
- گویان
  - جورج تاون (سفارت)
- هائیتی
  - پورتوپرنس (سفارت)
- هندوراس
  - تگوسیگالپا (سفارت)
- جامائیکا
  - کینگستون (سفارت)
- مکزیک
  - مکزیکوسیتی (سفارت)
- نیکاراگوئه
  - ماناگوئه (سفارت)
- پاناما
  - پاناماسیتی (سفارت)
- پاراگوئه
  - آسونسیون (سفارت)
- پرو
  - لیما (سفارت)
  - تاکنا (سرکنسولگری)
- ترینیداد و توباگو
  - پرت آو اسپاین (سفارت)
- ایالات متحده آمریکا
  - واشنگتن دی سی (سفارت)
  - شیکاگو (سرکنسولگری)
  - هوستون (سرکنسولگری)
  - لس آنجلس (سرکنسولگری)
  - میامی (سرکنسولگری)
  - نیویورک (سرکنسولگری)
  - سان فرانسیسکو (سرکنسولگری)
- اروگوئه
  - مونته ویدئو (سفارت)
- ونزوئلا
  - کاراکاس (سفارت)

## اروپا
- اتریش
  - وین (سفارت)
- بلژیک
  - بروکسل (سفارت)
- کرواسی
  - زاگرب (سفارت)
- جمهوری چک
  - پراگ (سفارت)
- دانمارک
  - کپنهاگ (سفارت)
- فنلاند
  - هلسینکی (سفارت)
- فرانسه
  - پاریس (سفارت)
- آلمان
  - برلین (سفارت)
  - فرانکفورت (سرکنسولگری)
  - هامبورگ (سرکنسولگری)
  - مونیخ (سرکنسولگری)
- یونان
  - آتن (سفارت)
- سریر مقدس
  - واتیکان (سفارت)
- مجارستان
  - بوداپست (سفارت)
- جمهوری ایرلند
  - دوبلین (سفارت)
- ایتالیا
  - رم (سفارت)
  - میلان (سرکنسولگری)
- هلند
  - لاهه (سفارت)
  - آمستردام (سرکنسولگری)
- نروژ
  - اسلو (سفارت)
- لهستان
  - ورشو (سفارت)
- پرتغال
  - لیسبون (سفارت)
- رومانی
  - بخارست (سفارت)
- روسیه
  - مسکو (سفارت)
- اسپانیا
  - مادرید (سفارت)
  - بارسلونا (سرکنسولگری)
- سوئد
  - استکهلم (سفارت)
  - یوتبری (کنسولگری)
- سوئیس
  - برن (سفارت)
- بریتانیا
  - لندن (سفارت)

## اقیانوسیه
- استرالیا
  - کانبرا (سفارت)
  - ملبورن (سرکنسولگری)
  - سیدنی (سرکنسولگری)
- نیوزیلند
  - ولینگتون (سفارت)

## سازمان‌های چندجانبه
- بروکسل (هیئت به اتحادیه اروپا)
- ژنو (هیئت به سازمان ملل متحد و دیگر سازمان‌های بین‌المللی)
- مونته ویدئو (هیئت به آلادی و مرکوسور)
- نیویورک (هیئت به سازمان ملل متحد)
- پاریس (هیئت به یونسکو)
- وین (هیئت به سازمان ملل متحد)
- واشنگتن دی سی (هیئت به سازمان کشورهای آمریکایی)